# Pacte fondamental de 1857

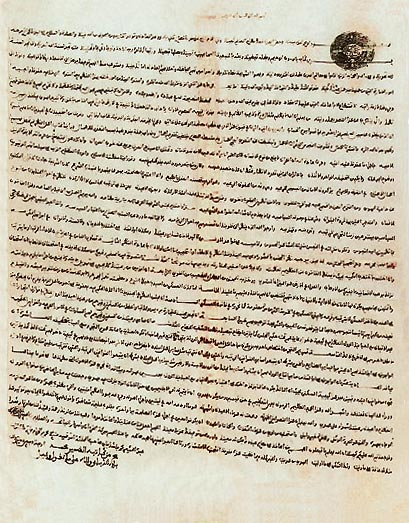
Première page du Pacte fondamental de 1857.

Le Pacte fondamental de 1857 (arabe : عهد الأمان) ou Pacte de confiance, envisagé dès 1856, est une déclaration des droits des sujets du bey de Tunis et de tous les habitants vivant dans le beylicat de Tunis promulguée par Mohammed Bey le 10 septembre 1857 (20 Mouharram 1274).
Ce pacte est porteur de réformes révolutionnaires : il proclame que tous les habitants de la régence sont égaux devant la loi et devant l'impôt, instaure la liberté des cultes et de commerce et surtout donne aux étrangers le droit d'accès à la propriété et d'exercice de toutes les professions. Ce pacte supprime de facto le statut de dhimmi pour les non-musulmans.
Le pacte est traduit en 1862 en hébreu et constitue alors le premier document non religieux à être traduit dans cette langue en Tunisie. Parmi les personnages qui ont contribué à ce projet, on peut nommer Mardochée Tapia, Moïse Samama et Elie El Malikh.

## Contexte historique

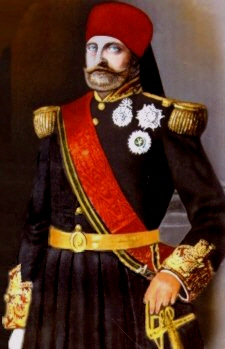
Portrait de Mohammed Bey.

À l'avènement d'Ahmed Ier Bey, la régence de Tunis veut s'engager dans un processus à la fois de modernisation et d'indépendance à l'égard de l'Empire ottoman. Il modernise l'armée en créant l'École militaire du Bardo en mars 1840, fonde la même année la draperie industrielle de Tebourba, des tanneries, une fonderie de canons au Bardo, des poudreries et une minoterie à Djedeida, de même qu'il abolit l'esclavage en 1846 et forme un gouvernement moderne avec des ministres pour les fonctions importantes de la régence.
Il investit dans un hôtel de monnaie et dans la construction d'une résidence royale à la Mohamedia, qui seront la cause de la ruine des caisses de l'État. Toutes ces réformes très coûteuses pousse Ahmed Bey et son ministre des Finances, Mustapha Khaznadar, à contracter des emprunts en acceptant des taux souvent usuraires qui ont fait gonfler la dette.
Lorsque Mohammed Bey succède à son cousin Ahmed le 30 mai 1855, il hérite de Mustapha Khaznadar comme grand vizir et s'entoure de ministres compétents, comme Kheireddine Pacha ou les généraux Husseïn et Rustum, et de conseillers dévoués, comme Mohamed Bayram IV et Mahmoud Kabadou.
Le bey n'a nullement des intentions de réformes mais l'accumulation de circonstances favorise ce projet : d'une part le risque de soulèvement de la population à cause d'un nouvel impôt, la mejba, d'autre part les volontés réformistes de Kheireddine Pacha, Ibn Abi Dhiaf, Bayram IV et Kabadou, et surtout la menace de l'escadre de la marine française, stationnée à La Goulette sous le commandement de l'amiral Tréhouart, pour satisfaire aux requêtes des consuls de France et du Royaume-Uni à propos des réformes exigées à la suite de l'affaire Sfez.
À l'issue de la Guerre de Crimée, l'Europe impose à l'Empire ottoman des réformes libérales par les dispositions du Hatti-Humayoun de février 1856. La position de Mohammed Bey étant devenue fragile à la suite des circonstances précitées, les consuls français Léon Roches et britannique Richard Wood en profitent pour servir les intérêts de leurs gouvernements respectifs, et celui des Européens en général, en imposant au bey l'institution d'un régime libéral et constitutionnel en lieu et place de la monarchie absolue.
Le Pacte fondamental de 1857 est inspiré des chartes ottomanes de 1839 et 1856. Il reproduit très exactement le Hatti-chérif de Gülhane, proclamé en 1839 par le sultan ottoman, et que Ahmed Bey avait déjà refusé d'appliquer sur son territoire.

## Proclamation

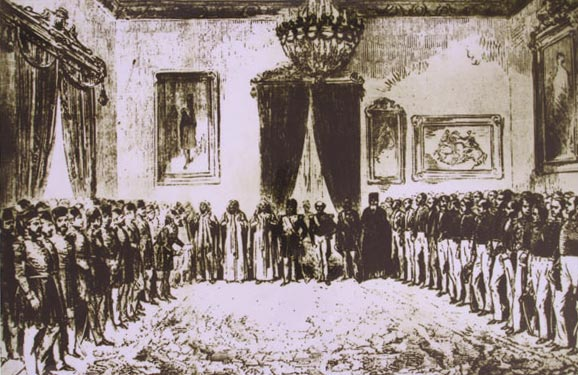
Cérémonie de promulgation du Pacte fondamental le 10 septembre 1857. De gauche à droite : les caïds, généraux et hauts fonctionnaires, Ibn Abi Dhiaf lisant la proclamation, les deux bach-muftis de la régence, Mohammed Bey et son grand vizir, puis le corps diplomatique.

Le 9 septembre 1857, dans la salle du Trône du palais du Bardo, et devant une assemblée imposante de tous les dignitaires du pays, consuls étrangers, caïds et mamelouks, Mohammed Bey proclame le Pacte fondamental, rappelant à ses sujets et aux dignitaires de la régence que ces réformes sont dictées par la raison et par la nature, tout en obéissant au Charaâ. Il annonce surtout que le pacte a été rédigé après consultation des muftis et des grandes puissances européennes. La lecture du texte est faite par Ibn Abi Dhiaf auquel avait été assigné la rédaction du texte.
Le Pacte fondamental s'ouvre par un préambule mêlant une prise à témoin de Dieu et une explication des choix du souverain par les contraintes liées à la raison et à la nature : « Dieu est témoin que j'accepte ses hautes prescriptions pour prouver que je préfère le bonheur de mes États à mon avantage personnel ».
Le pacte se termine par le serment suivant : « Nous nous engageons, non seulement en notre nom, mais aussi au nom de tous nos successeurs ; aucun d'eux ne pourra régner qu'après avoir juré l'observance de ces institutions libérales. Nous en prenons à témoins, devant Dieu, cette illustre assemblée composée des représentants des grandes puissances amies, et des hauts fonctionnaires de notre gouvernement ».
Après sa lecture, le bey jure fidélité au texte et invite les fonctionnaires et officiers présents à prêter le même serment. Des copies de cette charte sont envoyées aux cours européennes.
En novembre de la même année, et dans le but d'élaborer une véritable Constitution, Mohammed Bey, nomme une commission dirigée par son grand vizir Mustapha Khaznadar, qui va donner naissance à la Constitution de 1861.

## Principes
Le Pacte fondamental est constitué de onze articles qui se situent sur deux plans, celui des principes (sécurité, égalité et liberté) et celui des droits des étrangers dans la régence. Ils stipulent :
1. la liberté des consciences et sécurité des cultes ;
2. la complète sécurité de tous les sujets : sécurité des personnes, des biens et de l'honneur ;
3. l'égalité de tous les sujets du bey devant l'impôt ;
4. l'égalité des sujets devant la loi ;
5. le principe de la conscription tirée au sort ;
6. la nomination d'assesseurs israélites pour les tribunaux criminels, lorsque l'accusé est israélite ;
7. le principe d'un tribunal de commerce ;
8. l'égalité entre musulmans et non-musulmans dans l'application des règlements ;
9. la liberté de commerce pour tous et l'interdiction pour le gouvernement de s'y livrer ;
10. la liberté pour les étrangers d'exercer tous les métiers à condition de se soumettre aux lois du pays en la matière ;
11. le droit pour les étrangers d'acquérir des biens immobiliers.

## Bénéficiaires
Les trois premiers articles confirment les idéaux de la Révolution française. Quatre articles (1er, 2, 3 et 5) intéressent directement les sujets tunisiens musulmans alors que deux articles (4 et 6) concernent spécifiquement les juifs.    
Les cinq derniers articles, imposés par le consul français Léon Roches et la diplomatie de la canonnière, traitent directement des intérêts européens dans la régence et ne sont que des privilèges économiques explicites pour les négociants français. Les Européens tirent le plus grand avantage de ce pacte, ayant obtenu le droit d'acquérir des biens immobiliers, chose qui leur était interdite auparavant. Toutefois, le pacte n'en est pas moins un événement qui a des répercussions sur la vie politique tunisienne, plus par son esprit sans doute que par sa lettre.

## Conséquences
Considérant cet acte comme un trait de génie politique, Napoléon III décerne le grand cordon de la Légion d'honneur avec insignes en diamants à Mohammed Bey. Léon Roches lui remet cette décoration au cours d'une imposante cérémonie au palais du Bardo le 3 janvier 1858.
Le 17 septembre 1860 à Alger, Napoléon III décerne à Sadok Bey, frère et successeur de Mohammed Bey, le grand cordon de la Légion d'honneur après qu'il a reçu de ce dernier un volume magnifiquement relié du Pacte fondamental ainsi que le texte de la nouvelle Constitution, qui entre en vigueur le 26 avril 1861 mais est suspendue dès 1864 en raison de troubles publics liés à l'insurrection menée par Ali Ben Ghedhahem.